# فرودگاه واسا
فرودگاه واسا (به انگلیسی: Vaasa Airport) (به زبان بومی: Vaasan lentoasema) یک فرودگاه همگانی مسافربری با کد یاتا VAA است که یک باند فرود آسفالت دارد و طول باند آن ۲۵۰۰ متر است. این فرودگاه در کشور فنلاند قرار دارد و در ارتفاع ۶ متری از سطح دریا واقع شده است.

## شرکت‌های هواپیمایی و مقصدهای پروازی

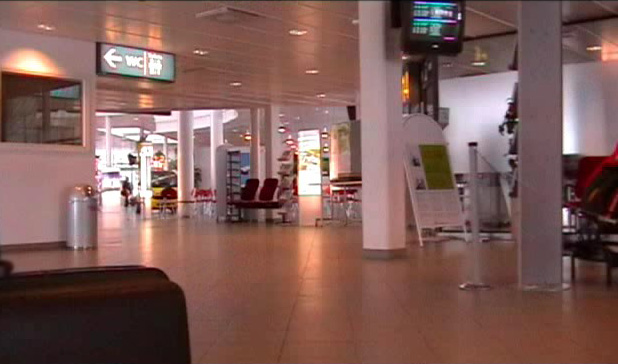
Interior of Vaasa Airport Terminal

| شرکت‌های هواپیمایی                              | مقصدهای پروازی                   |
| ---------------------------------------------- | -------------------------------- |
| ایجین ایرلاینز                                 | چارتر فصلی: خانیا                |
| فن‌ایر                                          | هلسینکی                          |
| فین ایر اجرا توسط نوردیک رجیونال ایرلاینز      | هلسینکی، کوکولا-پیتارساری، اومئو |
| هواپیمایی اسکاندیناوی اجرا توسط براتنس رجیونال | استکهلم-آرلاندا                  |
| شرکت هواپیمایی توماس کوک اسکاندیناوی           | فصلی: آمستردام، گرن کناریا       |